# Extension verticale d'un nuage

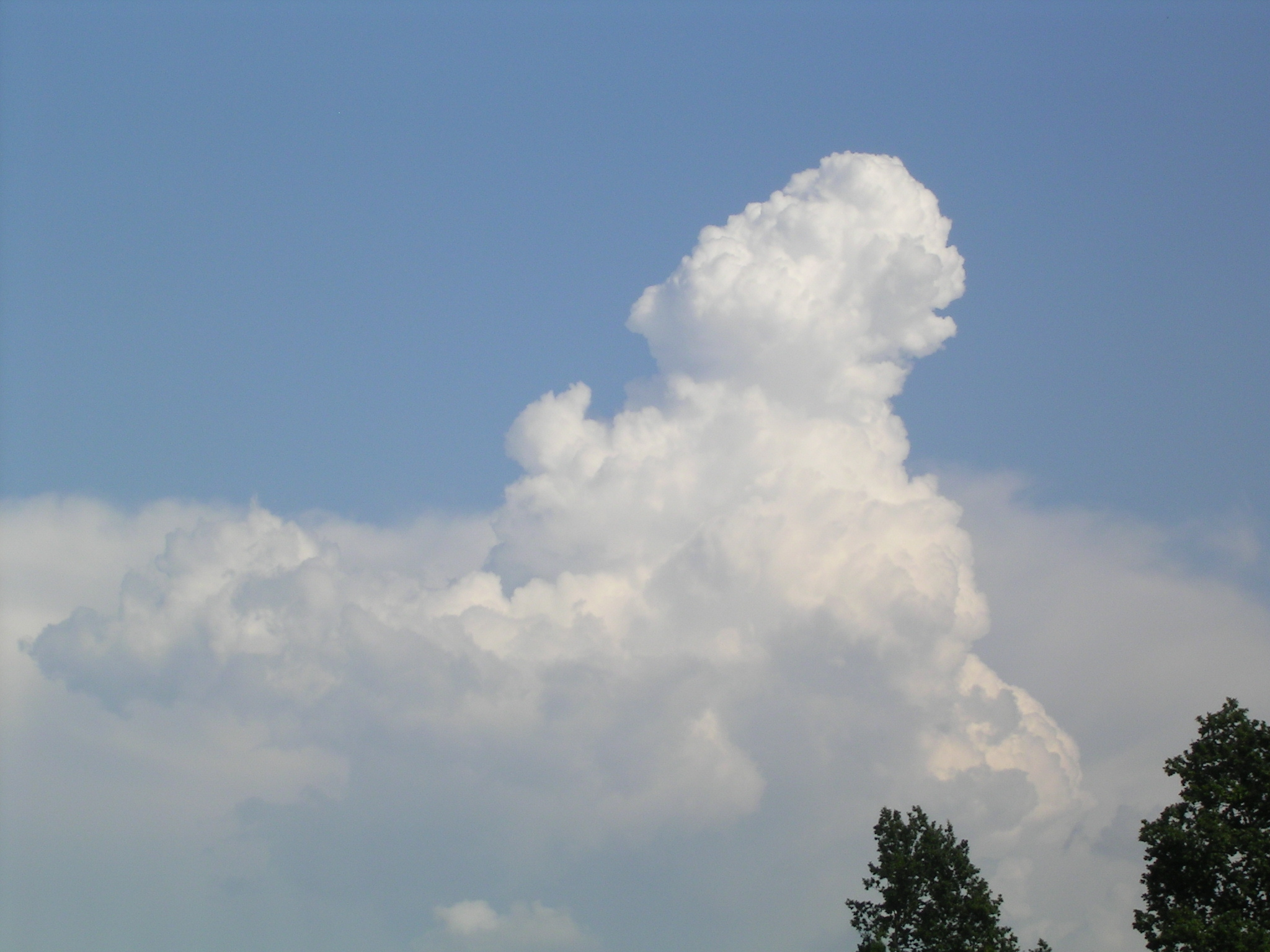
Cumulus bourgeonnant à forte extension verticale

L’extension verticale d'un nuage est la distance verticale entre le niveau de la base d'un nuage et celui de son sommet. Elle est mesurée en pieds, en mètres ou en différence de pression atmosphérique entre les deux niveaux correspondants.
La mesure de l'extension verticale ne se fait généralement pas directement mais avec les informations provenant des rapports météorologiques comme le METAR et le PIREP. Elle peut également être estimée avec le pointage des données de radiosondage sur un diagramme thermodynamique comme le téphigramme, ou bien par les données en trois dimensions d'un radar météorologique s'il y a des précipitations dans le nuage.

## Description
Les nuages sont formées par un mouvement vertical de l'air qui mène à la condensation de la vapeur d'eau qu'il contient à la suite de son refroidissement par détente adiabatique. Ce mouvement peut être mécanique et régulier (ex. soulèvement par un front chaud ou une montagne) ou être thermodynamique et variable comme dans un nuage convectif. La base d'un nuage est la hauteur à laquelle débute la condensation et le sommet, celui où le mouvement vertical se termine. L'extension verticale est donc la distance entre ces deux points.

## Classification des nuages
La description des nuages comporte un ensemble de caractéristiques qui définissent sa catégorie et son espèce. Parmi ces caractéristiques, il y a leurs dimensions dont l'extension verticale. 
Les nuages stratiformes, sauf le nimbostratus, ont généralement une faible extension verticale alors les nuages convectifs vont avoir une extension pouvant aller de faible à forte. Le temps passée par une gouttelette dans un nuage lui permet de grossir et plus l'extension verticale est grande plus il y a de probabilités que le nuage soit associé avec des précipitations selon la physique des nuages. De plus, la gamme de températures traversé dans son extension verticale influence le type de précipitations : pluie/bruine au-dessus du point de congélation, neige ou grêle en dessous de celui-ci.